# Borapura, Maddur
Borapura là một làng thuộc tehsil Maddur, huyện Mandya, bang Karnataka, Ấn Độ.